# Robert Stewart (hockey sur glace)
Pour les articles homonymes, voir Bob Stewart (homme politique), Robert Stewart et Stewart.
Robert Harold Stewart, dit Bob Stewart, né le 10 novembre 1950 à Charlottetown (Canada) et mort le 3 février 2017 à Creve Coeur (Missouri), est un joueur canadien de hockey sur glace professionnel à la retraite qui évoluait en position de défenseur.

## Carrière en club
Après trois saisons jouées avec les Generals d'Oshawa en Association de hockey de l'Ontario, Bob Stewart est choisi par les Bruins de Boston en première ronde du repêchage amateur 1970 de la Ligue nationale de hockey, le quatrième choix des Bruins après Reggie Leach, Rick MacLeish et Ron Plumb. Il fait ensuite ses débuts professionnels avec les Blazers d'Oklahoma City de la Ligue centrale de hockey.
Au cours de la saison 1971-1972, il joue ses premières parties en LNH avec les Bruins avant d'être échangé aux Golden Seals de la Californie avec lesquels il évolue durant quatre ans. En 1975, il en devient le capitaine, responsabilité qu'il partage avec Jim Neilson. Un an plus tard, les Golden Seals sont relocalisés dans l'Ohio pour devenir les Barons de Cleveland et le duo Neilson-Stewart est reconduit au capitanat le temps d'une saison. Suivant deux difficiles saisons, les Barons fusionnent en 1978 avec les North Stars du Minnesota et, lors du repêchage de dispersion qui suit, Stewart est réclamé par les nouveaux North Stars. Cependant, il est échangé le même jour aux Blues de Saint-Louis. Au cours de sa seconde saison avec les Blues, il est envoyé aux Penguins de Pittsburgh en retour de Blair Chapman. En 1980, il met un terme à sa carrière.

## Statistiques en carrière
| Saison     | Équipe                        | Ligue      |     | Saison régulière | Saison régulière | Saison régulière | Saison régulière | Saison régulière |   | Séries éliminatoires | Séries éliminatoires | Séries éliminatoires | Séries éliminatoires | Séries éliminatoires |
| Saison     | Équipe                        | Ligue      | PJ  | B                | A                | Pts              | Pun              | PJ               | B | A                    | Pts                  | Pun                  |                      |                      |
| 1967-1968  | Generals d'Oshawa             | AHO-Jr     | 50  | 2                | 11               | 13               | 172              | -                | - | -                    | -                    | -                    |                      |                      |
| 1968-1969  | Generals d'Oshawa             | AHO-Jr     | 52  | 7                | 32               | 39               | 226              | -                | - | -                    | -                    | -                    |                      |                      |
| 1969-1970  | Generals d'Oshawa             | AHO-Jr     | 44  | 11               | 24               | 35               | 159              | 6                | 1 | 3                    | 4                    | 12                   |                      |                      |
| 1970-1971  | Blazers d'Oklahoma City       | LCH        | 61  | 6                | 16               | 22               | 270              | 5                | 0 | 1                    | 1                    | 23                   |                      |                      |
| 1971-1972  | Blazers d'Oklahoma City       | LCH        | 10  | 1                | 3                | 4                | 34               | -                | - | -                    | -                    | -                    |                      |                      |
| 1971-1972  | Braves de Boston              | LAH        | 39  | 1                | 7                | 8                | 102              | -                | - | -                    | -                    | -                    |                      |                      |
| 1971-1972  | Bruins de Boston              | LNH        | 8   | 0                | 0                | 0                | 15               | -                | - | -                    | -                    | -                    |                      |                      |
| 1971-1972  | Golden Seals de la Californie | LNH        | 16  | 1                | 2                | 3                | 44               | -                | - | -                    | -                    | -                    |                      |                      |
| 1972-1973  | Golden Seals de la Californie | LNH        | 63  | 4                | 17               | 21               | 181              | -                | - | -                    | -                    | -                    |                      |                      |
| 1973-1974  | Golden Seals de la Californie | LNH        | 47  | 2                | 5                | 7                | 69               | -                | - | -                    | -                    | -                    |                      |                      |
| 1974-1975  | Golden Seals de la Californie | LNH        | 67  | 5                | 12               | 17               | 93               | -                | - | -                    | -                    | -                    |                      |                      |
| 1975-1976  | Golden Seals de la Californie | LNH        | 76  | 4                | 17               | 21               | 112              | -                | - | -                    | -                    | -                    |                      |                      |
| 1976-1977  | Barons de Cleveland           | LNH        | 73  | 1                | 12               | 13               | 108              | -                | - | -                    | -                    | -                    |                      |                      |
| 1977-1978  | Barons de Cleveland           | LNH        | 72  | 2                | 15               | 17               | 84               | -                | - | -                    | -                    | -                    |                      |                      |
| 1978-1979  | Blues de Saint-Louis          | LNH        | 78  | 5                | 13               | 18               | 47               | -                | - | -                    | -                    | -                    |                      |                      |
| 1979-1980  | Blues de Saint-Louis          | LNH        | 10  | 0                | 1                | 1                | 4                | -                | - | -                    | -                    | -                    |                      |                      |
| 1979-1980  | Penguins de Pittsburgh        | LNH        | 65  | 3                | 7                | 10               | 52               | 5                | 1 | 1                    | 2                    | 2                    |                      |                      |
| Totaux LNH | Totaux LNH                    | Totaux LNH | 575 | 27               | 101              | 128              | 809              | 5                | 1 | 1                    | 2                    | 2                    |                      |                      |

## Transactions en carrière
- 23 février 1972 : échangé aux Golden Seals de la Californie par les Bruins de Boston avec Reggie Leach et Rick Smith en retour de Carol Vadnais et Don O'Donoghue.
- 26 août 1976 : transféré aux Barons de Cleveland depuis les Golden Seals à la suite de la relocalisation de la franchise.
- 15 juin 1978 : réclamé par les North Stars du Minnesota comme remplaçant lors du repêchage de dispersion suivant la fusion des Barons et des North Stars.
- 15 juin 1978 : échangé aux Blues de Saint-Louis par les North Stars en retour du choix de deuxième ronde des Blues lors du repêchage d'entrée 1981 (Jali Wahlsten choisi) et futures considérations.
- 13 novembre 1979 : échangé aux Penguins de Pittsburgh par les Blues en retour de Blair Chapman.

## Titres et honneurs personnels
- Association de hockey de l'Ontario - Junior
  - Nommé dans la première équipe d'étoiles 1970